# Tercerol

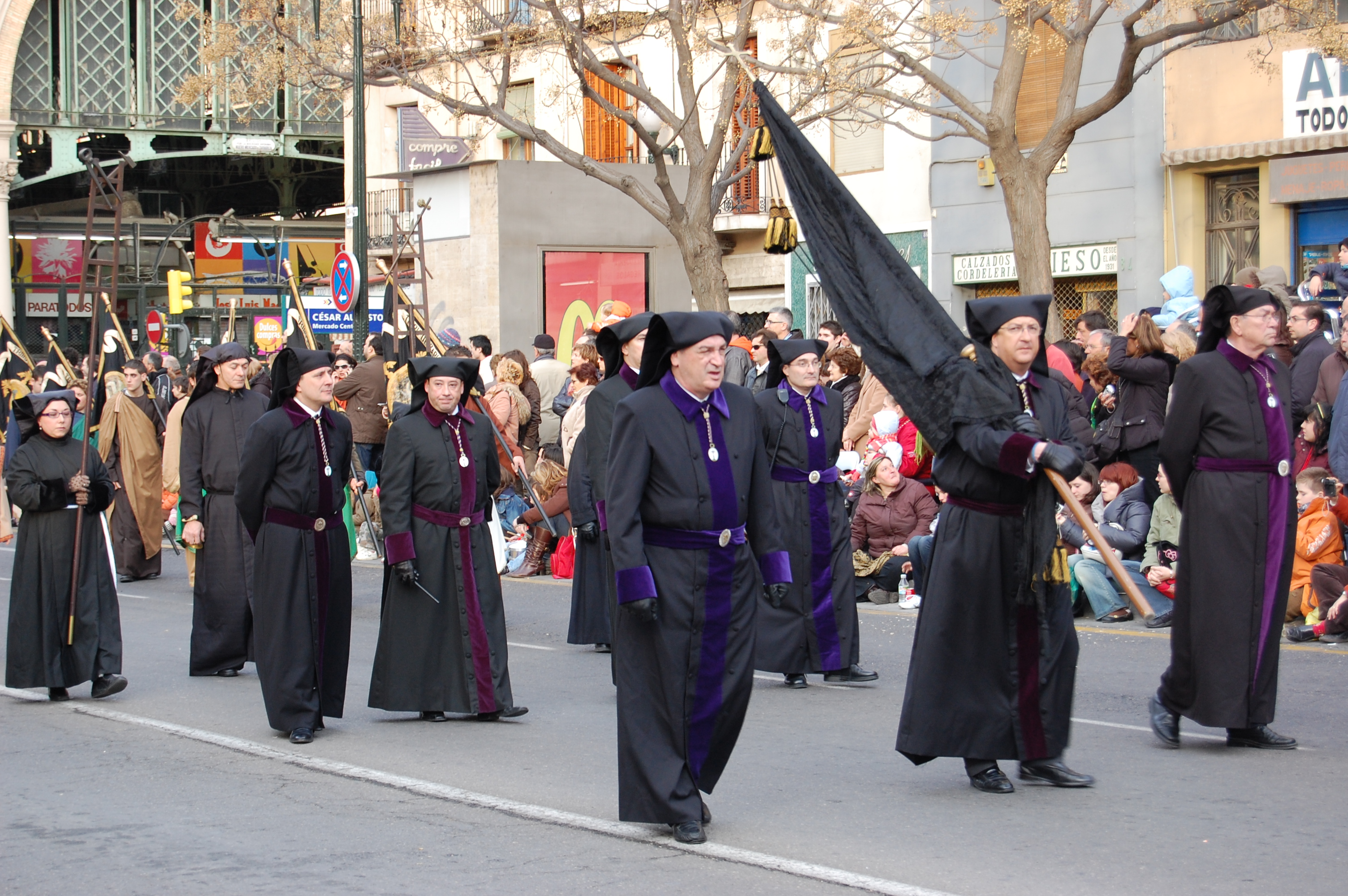
Hermanos de la Sangre de Cristo de Zaragoza con tercerol

El tercerol es una prenda que se usa para cubrir la cabeza en la Semana Santa aragonesa.
El origen del nombre hace referencia a la orden tercera de San Francisco de Asís, que usaban una capucha que les daba un aspecto similar. La Hermandad de la Sangre de Cristo de Zaragoza retomó esta prenda para los portadores de los pasos durante la procesión del Santo entierro, llamados también por extensión terceroles.
El tercerol se extendió por muchas localidades de Aragón sobre todo en aquellas en las que hubo influencia de frailes franciscanos. Esta prenda se ha usado tradicionalmente con el antifaz levantado, sin cubrir la cara, pero en los últimos años, sobre todo en la Semana Santa en Zaragoza, se ha combinado la tradición del capirote que si va con la cara tapada con la del tercerol y se ha bajado el antifaz, tapando la cara como en la Hermandad de Cristo Resucitado o los bombos del Descendimiento, de Zaragoza las dos. Sin embargo en el bajo Aragón se sigue llevando a cara descubierta.

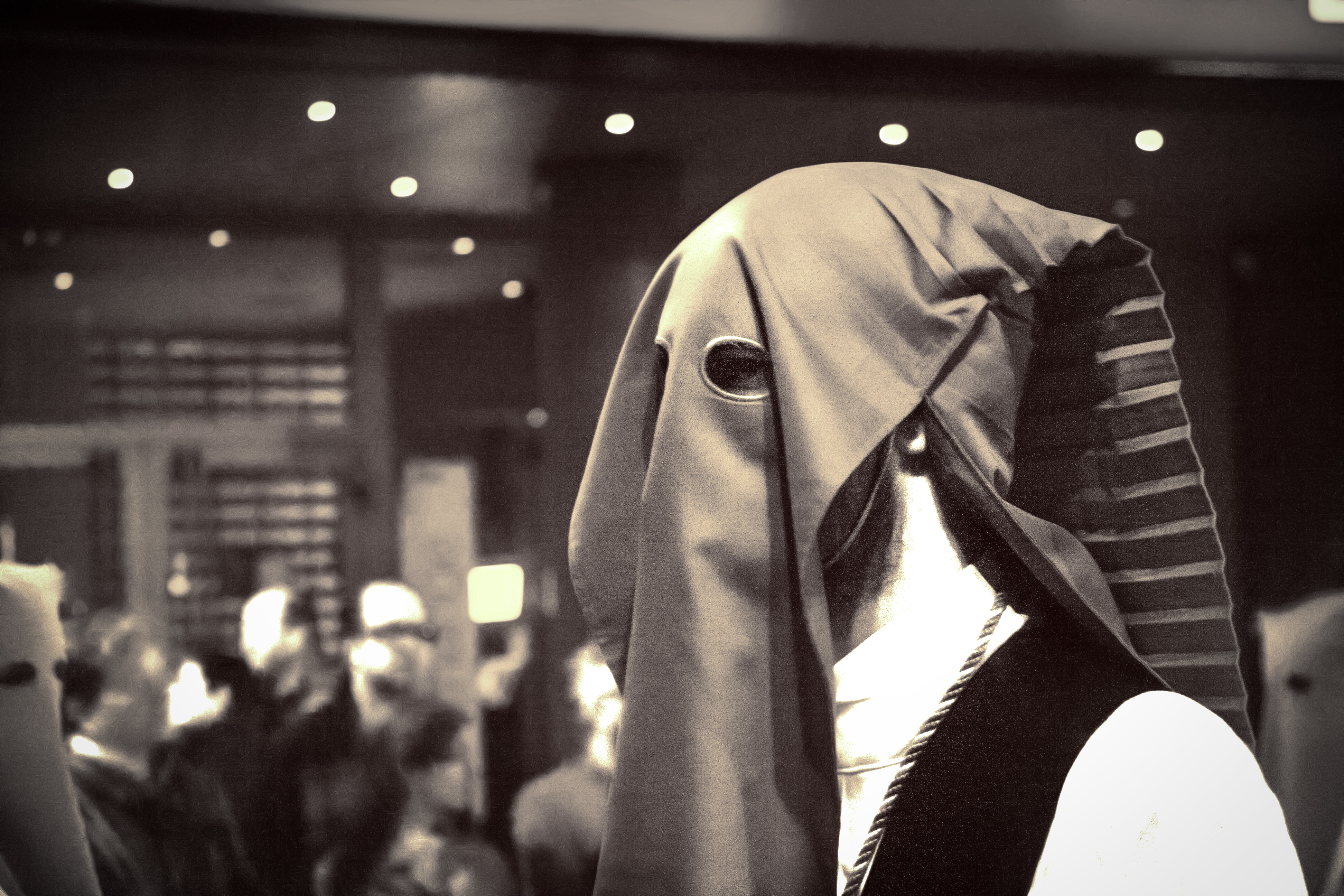
Cofrade de la Hermandad de Cristo Resucitado de Zaragoza con tercerol.

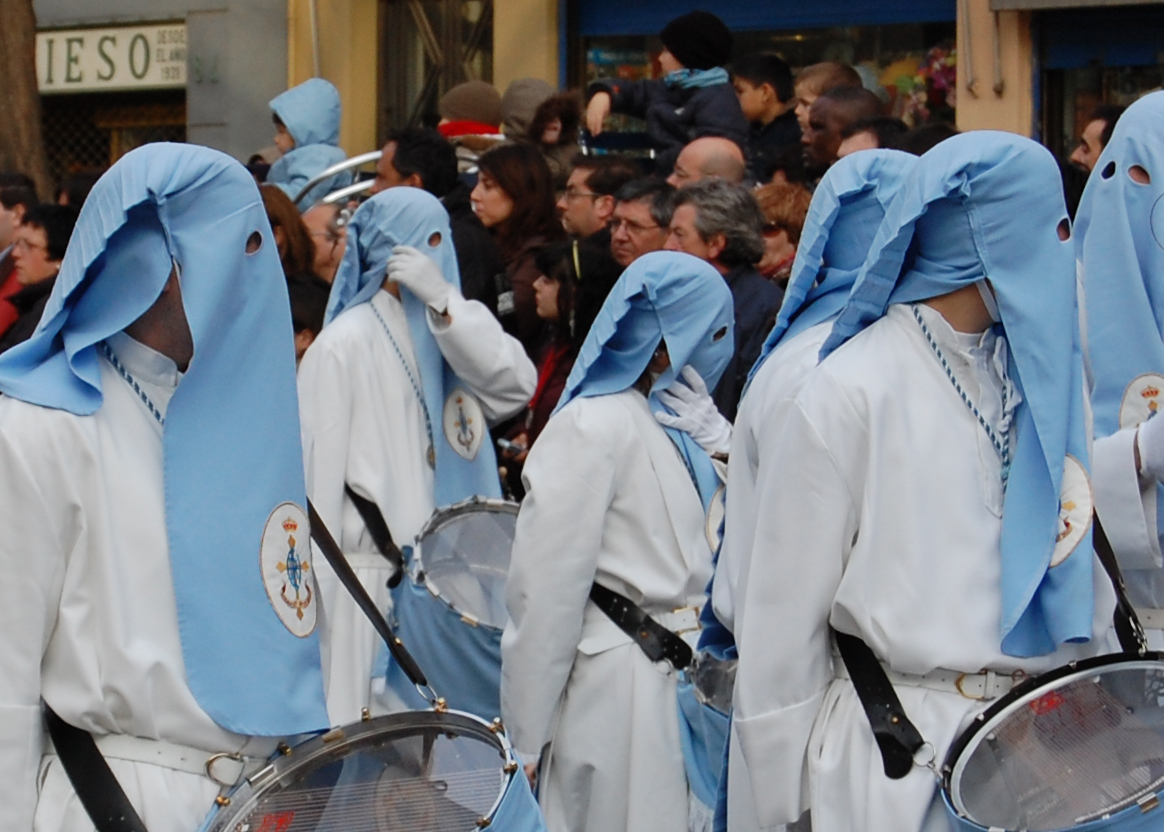
Terceroles de los cofrades de la Hermandad de Cristo Resucitado de Zaragoza

## Enlaces de interés
- Wikimedia Commons alberga una categoría multimedia sobre Tercerol.
- Capirotes y terceroles
- terceroles.net Archivado el 12 de marzo de 2008 en Wayback Machine.
- Aragón cultural y cofrade
- Asociación para el estudio de la Semana Santa

- Datos: Q29168135
- Multimedia: Tercerol / Q29168135